# Queen-videográfia
A brit Queen együttes videógráfiája 1981-től kezdődően számos videóklip válogatást, koncertfilmet, és az együttes történetét feldolgozó dokumentumfilmet tartalmaz. A házi videók világszerte VHS kazettán és laserdiscen jelentek meg az 1980-as és 1990-es években. 2000-től már csak DVD kiadások készülnek. Léteznek Queen-videók, amelyek csak Japánban vagy csak az Egyesült Államokban, az együttes ottani kiadója által kerültek forgalomba.

## VHS videók
| Év   | Videó                                    | Információ | Eladási minősítések |
| ---- | ---------------------------------------- | --- | ------------------- |
| 1981 | Greatest Flix                            | - Tartalom: videóklip válogatás 1974-1980 - Megjelent: 1981. október 19. - Kiadó: PMI-EMI (UK), Toshiba-EMI (Jap.), EMI (Aus.)                                  | arany               |
| 1984 | We Will Rock You                         | - Tartalom: koncert (Montréal, 1981. november 24-25.) - Megjelent: 1984. szeptember 10. - Kiadó: Peppermint videó Music (UK), Vestron (USA), Toshiba-EMI (Jap.) |                     |
| 1984 | The Works videó EP                       | - Tartalom: videóklipek a The Works album négy dalához - Megjelent: 1984. november 19. - Kiadó: PMI-EMI (UK), Sony (USA)                                        |                     |
| 1985 | Live in Rio                              | - Tartalom: koncert (Rio de Janeiro, 1985. január 12. és 19.) - Megjelent: 1985. május 15. - Kiadó: PMI-EMI (UK, Bra.), Toshiba-EMI (Jap.)                      | arany               |
| 1986 | Who Wants to Live Forever (videó single) | - Tartalom: Who Wants to Live Forever és A Kind of Magic klipek - Megjelent: 1986. október 20. - Kiadó: PMI-EMI (UK)                                            |                     |
| 1987 | Live in Budapest                         | - Tartalom: koncert (Budapest, 1986. július 27.) - Megjelent: 1987. február 16. - Kiadó: PMI-EMI (UK), Toshiba-EMI (Jap.), Master Tape (CCCP)                   | arany               |
| 1987 | Bohemian Rhapsody (videó single)         | - Tartalom: Bohemian Rhapsody és Crazy Little Thing Called Love klipek - Megjelent: 1987. március 30. - Kiadó: PMI-EMI (UK)                                     |                     |
| 1987 | Magic Years                              | - Tartalom: háromrészes dokumentumfilm a Queen történetéről 1986-ig - Megjelent: 1987. november 30. - Kiadó: PMI-EMI (UK), Toshiba-EMI (Jap.), EMI (Aus.)       |                     |
| 1989 | Rare Live                                | - Tartalom: koncertválogatás 1974-1986 - Megjelent: 1989. augusztus 21. - Kiadó: PMI-EMI (UK, Bra.), Toshiba-EMI (Jap.)                                         |                     |
| 1989 | The Miracle videó EP                     | - Tartalom: videóklipek a The Miracle album négy dalához - Megjelent: 1989. november 27. - Kiadó: PMI-EMI (UK)                                                  |                     |
| 1990 | Queen at Wembley                         | - Tartalom: koncert (London, Wembley Stadion, 1986. július 12.) - Megjelent: 1990. december 3. - Kiadó: PMI-EMI (UK), Hollywood (USA), Toshiba-EMI (Jap.)       | 3x platina          |
| 1991 | Greatest Flix II                         | - Tartalom: videóklip válogatás 1982-1991 - Megjelent: 1991. október 28. - Kiadó: PMI-EMI (UK, Bra.), Toshiba-EMI (Jap.), EMI (Aus.)                            | arany               |
| 1991 | Box of Flix                              | - Tartalom: a Greatest Flix I és II videóklip válogatások, plusz négy bónusz klip - Megjelent: 1991. október 28. - Kiadó: PMI-EMI (UK), Toshiba-EMI (Jap.)      | platina arany       |
| 1992 | Live at the Rainbow 1974                 | - Tartalom: koncert (London, 1974. november 20.) - Megjelent: 1992. (a limitált kiadású Box of Tricks boxset részeként) - Kiadó: Parlophone                     |                     |
| 1992 | Freddie Mercury Tribute Concert          | - Tartalom: koncert (London, Wembley Stadion, 1992. április 20.) - Megjelent: 1992. november 23. - Kiadó: PMI-EMI (UK, Bra.), videóarts (Jap.)                  |                     |
| 1995 | Champions of the World                   | - Tartalom: dokumentumfilm a Queen történetéről 1992-ig - Megjelent: 1995. november 6. - Kiadó: PMI-EMI (UK), Hollywood (USA), Toshiba-EMI (Jap.)               | platina arany       |
| 1996 | Made in Heaven: The Films                | - Tartalom: kilenc rövidfilm a Made in Heaven album dalaihoz - Megjelent: 1996. november 11. - Kiadó: Wienerworld (UK, USA)                                     |                     |
| 1998 | Queen Rocks – The Video                  | - Tartalom: videóklip válogatás - Megjelent: 1998. október 12. - Kiadó: Libro (D)                                                                               |                     |
| 1999 | Greatest Flix III                        | - Tartalom: videóklip válogatás 1980-1998 - Megjelent: 1999. november 8. - Kiadó: PMI-EMI (UK)                                                                  | arany               |

## DVD videók
| Év   | Videó                                      | Információ | Eladási minősítések                      |
| ---- | ------------------------------------------ | --- | ---------------------------------------- |
| 2001 | We Will Rock You                           | - Tartalom: koncert (Montréal, 1981. november 24-25.) - Megjelent: 2001. október 24. - Kiadó: Pioneer Artists            | 2x platina                               |
| 2002 | Freddie Mercury Tribute Concert            | - Tartalom: koncert (London, Wembley Stadion, 1992. április 20.) - Megjelent: 2002. május 13. - Kiadó: EMI               | platina                                  |
| 2002 | Greatest videó Hits 1                      | - Tartalom: videóklip válogatás 1974-1980 - Megjelent: 2002. október 14. - Kiadó: EMI                                    | 6x platina 3x platina 2x platina platina |
| 2003 | Made in Heaven: The Films                  | - Tartalom: kilenc rövidfilm a Made in Heaven album dalaihoz - Megjelent: 2003. március 24. - Kiadó: Wienerworld         | arany                                    |
| 2003 | Queen: Live at Wembley Stadium             | - Tartalom: koncert (London, Wembley Stadion, 1986. július 12.) - Megjelent: 2003. június 17. - Kiadó: EMI               | 7x platina 5x platina 4x platina gyémánt |
| 2003 | Greatest videó Hits 2                      | - Tartalom: videóklip válogatás 1982-1989 - Megjelent: 2003. november 3. - Kiadó: EMI                                    | 3x platina platina arany                 |
| 2004 | Queen on Fire - Live at the Bowl           | - Tartalom: koncert (Milton Keynes, 1982. június 5.) - Megjelent: 2004. október 24. - Kiadó: EMI                         | 3x platina platina 5x arany              |
| 2005 | The Making of ‘A Night at the Opera’       | - Tartalom: dokumentumfilm az A Night at the Opera album készítéséről - Megjelent: 2005. március 20. - Kiadó: EMI        | platina                                  |
| 2007 | Queen Rock Montreal                        | - Tartalom: koncert (We Will Rock You (koncertfilm) + Live Aid '85 fellépés) - Megjelent: 2007. október 29. - Kiadó: EMI | platina arany                            |
| 2011 | Queen: Days of Our Lives                   | - Tartalom: kétrészes dokumentumfilm interjúkkal - Megjelent: 2011. november 28. - Kiadó: Island                         |                                          |
| 2012 | Hungarian Rhapsody: Queen Live in Budapest | - Tartalom: koncert (Live in Budapest + A Magic Year dokumentumfilm) - Megjelent: 2012. november 2. - Kiadó: Island      |                                          |
| 2014 | Live at the Rainbow ’74                    | - Tartalom: koncert (London, 1974. november 20.) - Megjelent: 2014. szeptember 8. - Kiadó: Virgin                        |                                          |
| 2015 | A Night at the Odeon – Hammersmith 1975    | - Tartalom: koncert (London, 1975. december 24.) - Megjelent: 2015. november 20. - Kiadó: Virgin                         |                                          |

## Csak Japánban megjelent videók
| Év   | Videó                                     | Információ | Eladási minősítések |
| ---- | ----------------------------------------- | --- | ------------------- |
| 1982 | Live in Japan                             | - Tartalom: koncert (Tokió, 1982. november 3.) - Megjelent: 1982. december - Kiadó: Victor-JVC - Formátum: VHS, LD |                     |
| 1992 | Final Live in Japan                       | - Tartalom: koncert (Tokió, 1985. május 11.) - Megjelent: 1992 - Kiadó: Victor-JVC - Formátum: VHS, LD             |                     |
| 2004 | Jewels                                    | - Tartalom: videóklip válogatás 1974-1991 - Megjelent: 2004. április 28. - Kiadó: Toshiba-EMI - Formátum: DVD      |                     |
| 2004 | We Are the Champions: Final Live in Japan | - Tartalom: koncert (Tokió, 1985. május 11.) - Megjelent: 2004. június 7. - Kiadó: Toshiba-EMI - Formátum: DVD     |                     |

## Csak Amerikában megjelent videók
| Év   | Videó         | Információ                                                                                                  | Eladási minősítések |
| ---- | ------------- | --- | ------------------- |
| 1992 | Classic Queen | - Tartalom: videóklip válogatás 1974-1991 - Megjelent: 1992. október 13. - Kiadó: Hollywood - Formátum: VHS |                     |
| 1992 | Greatest Hits | - Tartalom: videóklip válogatás 1974-1984 - Megjelent: 1992. október 13. - Kiadó: Hollywood - Formátum: VHS |                     |

## Egyéb videók

### Queen
| Év   | Videó                                       | Információ | Eladási minősítések |
| ---- | ------------------------------------------- | --- | ------------------- |
| 1995 | The Royal Philharmonic Orchestra Play Queen | - Tartalom: Queen-dalok klasszikus zenei átiratban, koncert - Megjelent: 1995. október 23. (csak Angliában) - Kiadó: Fabulous Films - Formátum: VHS |                     |
| 1998 | Greatest Karaoke Flix                       | - Tartalom: videóklip válogatás 1975-1991 (ének nélkül) - Megjelent: 1998 - Kiadó: PMI-EMI - Formátum: VHS                                          |                     |
| 2004 | Live Aid                                    | - Tartalom: az 1985-ös segélykoncert felvétele - Megjelent: 2004. november 8. - Kiadó: Woodcharm/Warner - Formátum: 4DVD                            |                     |

### Queen + Paul Rodgers
| Év   | Videó                   | Információ | Eladási minősítések |
| ---- | ----------------------- | --- | ------------------- |
| 2005 | Return of the Champions | - Tartalom: koncert (Sheffield, 2005. május 9.) - Megjelent: 2005. október 18. - Kiadó: EMI - Formátum: DVD                      | platina arany       |
| 2006 | Super Live in Japan     | - Tartalom: koncert (Tokió, 2005. október 27.) - Megjelent: 2006. április 28. (csak Japánban) - Kiadó: EMI Japan - Formátum: DVD |                     |
| 2009 | Live in Ukraine         | - Tartalom: koncert (Harkiv, 2008. szeptember 12.) - Megjelent: 2009. június 15. - Kiadó: EMI - Formátum: 2DVD                   |                     |